# スーパーマッスルボマー
『スーパーマッスルボマー インターナショナル・ブロウアウト』（SUPER MUSCLE BOMBER: The International Blowout）は、1994年に稼働したカプコンのアーケード用対戦型格闘ゲーム。アメリカ版でのタイトルはRing of Destruction-Slam Masters II-。『マッスルボマー』、『マッスルボマーDUO』（以下『DUO』と表記）に続くシリーズ3作目。
ゲーム誌『ゲーメスト』（新声社）誌上で行われた「第8回ゲーメスト大賞」（1994年度）においてベスト対戦格闘賞10位を獲得した。

## システム
前2作のプロレスゲームの枠を越え、対戦格闘ゲームとしてリニューアルされた。リング上で闘うのは変わらず「つかみ」や「ロープ振り」などのプロレス要素は残されているが、奥行きは無くなり1ラインとなっている。
必殺技に飛び道具が加わったり、8方向レバーの下方向への入力でしゃがみ、後方へ入力すると敵の攻撃をガードできるなど、一般的な格闘ゲームに多く見られる要素が追加された。
逆にプロレスの大きな特徴であるフォール（ピンフォール）、ギブアップによる決着はルールから削除されており、ノックアウトか時間切れによる決着のみになったが、前作のエッセンスは引き継いでいる。
攻撃ボタンは5つになり、「つかみボタン」以外は『DUO』の「打撃ボタン」と「ジャンプボタン」から「弱パンチボタン」と「弱キックボタン」と「強パンチボタン」と「強キックボタン」に変更された。また、ジャンプは8方向レバーの上方向への入力で行うように変更された。
前2作から引き続いてプロレスらしい「アピール」コマンドがある。このアピールを行ってから必殺技を出すと、威力が少し上がる。
本作でも「ラッシュ」が存在し、ダメージを受けると体が赤く変色し、その間は攻撃力が上昇する。また、ラッシュ状態でキャラクターごとに異なる特定の必殺技を使用すると技の性能がパワーアップする。

## 登場人物
前2作のキャラクター10人に加えて、4人の新キャラクターが登場。格闘ゲームらしく飛び道具を撃ったり、髪の毛を伸ばして攻撃したりするなど、前2作よりもアニメ的な動きが多くなっている。

### 前作から引き続き登場するキャラクター

#### CWA側
アレクセイ・ザラゾフ 
身長192センチ、体重120キログラム。モスクワ出身。ニックネームは「赤い獅子」。コルトと並ぶ主役級キャラクター。しかし本作はややザラゾフの方が扱いが大きい（オープニングデモなど）。攻防ともにバランスが取れており、高性能な飛び道具系の必殺技があるために非常に扱いやすいキャラクターになっている。必殺投げは前作と同じく変形一本背負いの「サンセットスプラッシュ」。ラッシュ状態でパワーアップする技は「ソニックフィスト」。
ラッキー・コルト 
身長192センチ、体重125キログラム。マイアミ出身。ニックネームは「フロリダの荒馬」。ザラゾフと並ぶ主役級キャラクター。前作ではザラゾフとほぼ同じ性能だったが、本作では蹴り技に重点を置いた強化が加えられており、キャラクター的な差別化が施された。特にコンボの強力さが目立ち、より「攻め」を重視した攻撃型のキャラクターになっている。必殺投げは前作と同じく「サンセットスプラッシュ」。ラッシュ状態でパワーアップする技は「レッグクラッカー」。
ミステリアス・ブドー 
身長182センチ、体重100キログラム。鎌倉出身。ニックネームは「白面の悪魔」。攻防ともに高い性能の技が揃っており、初代や『DUO』と変わらず、やや癖があるが扱いやすいキャラクター。少々攻撃力が低いという欠点があるものの、本作で追加された必殺技「朧幻毒」を利用した強力な連携が存在する。必殺投げは相手の首を軸にして、自らが独楽のように回転することで連続ダメージを与える「血風刃」。ラッシュ状態でパワーアップする技は「朧幻毒」。
タイタン・ザ・グレート 
身長236センチ、体重196キログラム。ウィガン出身。ニックネームは「最強最後の巨人」。前作同様に通常技の性能が軒並み高く、それらを駆使し動きの緩慢さを克服することで真価を発揮するキャラクター。必殺技は総じて癖があるが固めに向き、ラッシュに組み込みやすい。必殺投げは相手を上空に蹴り上げた後、落下してきたところをアルゼンチンバックブリーカーで捉える「タイタンブリーカー」。ラッシュ状態でパワーアップする技は「マウンテンブレイク」。
エル・スティンガー 
身長168センチ、体重74キログラム。アカプルコ出身。ニックネームは「アカプルコの殺人蜂」。全キャラクター最速を誇る圧倒的スピードは本作でも健在。特に前後ダッシュは加速、最高速ともに群を抜く性能を持つ。ゲームシステムの変更に伴い、さらにスピードを生かした空中技が多数追加された。しかし攻撃力と防御力は共に低く、また非常に気絶しやすいという弱点がある。必殺投げは相手を踏み台にして上空にジャンプし、回転を加えた頭突きを叩き込む「アトミックダイバー」。ラッシュ状態でパワーアップする技は「スクリューダイビング」。
マイク"マッチョ"ハガー 
身長202センチ、体重140キログラム。マンハッタン出身。ニックネームは「市長」。スピードではやや劣るものの通常技、必殺技ともに隙が少なく使い勝手が良いものが揃っており、高い攻撃力も兼ね備えた扱いやすいキャラクターである。比較的簡単に爽快感のあるコンボが可能で、瞬間的な攻撃力は全キャラクターでもトップクラス。投げ間合いは全キャラクター屈指の広さを誇る。必殺投げは錐揉み状に回転を加えて相手の首をマットに突き刺す「スクリューパイルドライバー」。ラッシュ状態でパワーアップする技は「バイオレントアックス」。
シープ・ザ・ロイヤル 
身長199センチ、体重163キログラム。メルボルン出身。ニックネームは「迷える羊」。初代や『DUO』の頃からの特徴であるスタンダードな性能は本作でも同様。飛び道具やラッシュ系など一通りの技が揃っている。巨体から想像し難いが、スピード面も申し分の無い性能を持つ。ただし対空面でやや不安があり、無敵技も無いため、相手に攻め込まれた場合に錬度の差が出るタイプともいえる。必殺投げは相手に高速回転を加えつつ投げ飛ばす「トルネードスラム」。ラッシュ状態でパワーアップする技は「ナックルガスト」。
"ミッシングIQ"ゴメス 
身長198センチ、体重150キログラム。サントドミンゴ出身。ニックネームは「失われた知性」。『DUO』までと比べると、よりコミカルなキャラクター性が強調された。技全般の癖が強く、初心者向けとは言い難い仕様になっている。だが本作から追加された必殺技「モンキーヘルパー」でパートナーのフリーク（猿）との連携攻撃が可能になり、それらを使いこなした際の攻防は多彩を極める。必殺投げは相手を掴んだ状態でジャンプし、回転を加えつつ高速でマットに叩き付ける「ハリケーンストンパー」。ラッシュ状態でパワーアップする技は「ワイルドタックル」。
本作ではフリークの家族も登場し、ゴメスを応援する。

#### BWA側
キマラ・ザ・バウンサー 
身長200センチ、体重200キログラム。シカゴ出身。ニックネームは「荒ぶる巨鯨」。前作と同様に通常技のリーチや判定が優秀で、特に弱パンチ系は動きの遅さを補って余りある高い性能を持つ。防御面で利用価値が高い必殺技が揃っているため、ややテクニカルだが錬度が高まるほど強さを発揮するキャラクターといえる。ただし肥満気味の巨体ゆえにダッシュは極端に遅い。必殺投げは相手の両脚を掴んだ状態から振り回し、勢いをつけて放り投げる「ジャイアントスイング」。ラッシュ状態でパワーアップする技は「バルーンミサイル」。
アストロ 
身長188センチ、体重105キログラム。出身地は不明。ニックネームは「褐色の閃光」。前作におけるザラゾフとの戦いで、自らの氷の心が解け始めていることを自覚し、冷徹な残虐ファイターに戻るために「反則なし、3カウントなしのKO制3本勝負」という新ルールを提唱し、CWAとの全面抗争に踏み切った。『DUO』までと同様に強力な通常技や高い機動力など、全体的に高水準の性能を誇る。超高速の空中連続蹴りで相手を上空に打ち上げる「K3」、完全無敵状態で滑るように移動する「ディメンジョンスティール」など、強力な新必殺技が追加された。必殺投げは相手を担ぎ上げた状態からジャンプし、錐揉み状に回転を加えつつマットに叩き付ける「ピラミッドクラッシュ」。ラッシュ状態でパワーアップする技は「タイガーファング」。

### 新キャラクター

#### CWA側
ブラック・ウィドー 
身長205センチ、体重95キログラム。ハノーファー出身。ニックネームは「メタル・ブルスト」。全身に奇妙な模様が描かれたボディスーツを纏い、蜘蛛を思わせる素早い動きが特徴。攻撃力がやや低いという以外は目立った欠点が無く、癖も少ないため扱いやすいキャラクターである。必殺投げは相手を背後から抱え上げ、回転を加えつつ脳天をマットに突き刺す「ボルテクスフォール」。ラッシュ状態でパワーアップする技は「ファルシオンブレード」。
実は正体は女性であることがエンディングで判明する。「ブラック・ウィドー」は「Black Widow Spider」という劇毒を持つ蜘蛛のこと。
『ストリートファイターIII 2nd IMPACT』ではヒューゴーのエンディングの1つに名前のみ登場しており、CWAタッグトーナメントにおいてハガーと「スラムスターズ」を組み、ヒューゴーとエレナのチームと対戦している。
『ストリートファイターV』公式サイトのコンテンツ「シャドルー格闘家研究所」では、レインボー・ミカのコーチであるハルマゲドン陽子と対戦経験があるとされている。
ヴィクター・オルテガ 
本作の最終ボス。身長210センチ、体重156キログラム。出身地は不明。ニックネームは「マスター・オブ・マッスルボマー」。『DUO』まではオープニングと初代のシングルモードのノーコンティニュー時におけるエンディングで顔を見せるのみだったが、本作で初めてプレイヤーキャラクターとして登場。謎の失踪事件から長らく行方不明になっていたが、突如としてマスコミの前に姿を現し、アストロの提唱する新ルールに賛同。自らの持つチャンピオンベルトを賭けて、大会への参加を表明した。
「マスター・オブ・マッスルボマー」の異名の通り、極限まで鍛え上げた肉体から繰り出されるパワフルな技の数々が特徴。しかし通常技と必殺技はともに威力は高いが癖も強く、巨体ゆえに当たり判定の面で不利な局面も多い。必殺投げは相手を抱え上げた後でジャンプして、前方に回転を加えつつ脳天をマットに突き刺す「マッスルボマー」。この技はゲーム中で最大の破壊力を誇る。特にアピール後に強で出した場合、相手の体力ゲージの半分強を奪う。ラッシュ状態でパワーアップする技は「ナックルビッグバン」。
『ストリートファイターEX』では失踪中であり、ダラン・マイスターにザンギエフと並んで闘志をかき立てられる人物としてその名を挙げられている。

#### BWA側
リップ・セイバー 
身長199センチ、体重135キログラム。カルガリー出身。ニックネームは「地獄の工作兵」。カナダ出身の元傭兵で、生死を賭けた闘いをプロレスに求めており、プロレスのリングであるにもかかわらず爆弾などの武器を臆面無く使用する。一見すると癖が強い色物系のキャラクターだが、実際に操作すると非常に扱いやすいバランス型のキャラクターである。凶器攻撃と奇妙なアクションでコアなファンを獲得している。必殺投げは相手を抱え上げた後、全体重を乗せてマットに叩きつけつつスコップを突き刺す「フェイタルエアレイド」。ラッシュ状態でパワーアップする技は「TNTバスター」。
背中が激しく切れ込んで臀部が一部露出しているコスチュームを着ており、キャラクターグラフィックを担当した藤岡要からは「半ケツの軍人」と呼ばれている。
ザ・レイス 
身長219センチ、体重160キログラム。ニューデリー出身。ニックネームは「魔界の使者」。インド出身の巨漢で、ローブの中に潜ませている無数の蛇を利用した奇怪な技を使う。通常技・必殺技ともにリーチや攻撃判定が優れている反面、前後の隙が非常に大きい。いわゆる玄人向けの癖が強いキャラクターなのだが、潜在能力は高いので対CPU戦では初心者にとって大きな壁になる。必殺投げは相手を抱えた状態で跳躍し、噛み付きながらマットに叩き付ける「ルシファードロップ」。ラッシュ状態でパワーアップする技は「ミートグラインダー」。

## 開発
前2作と同じくキャラクターデザインは原哲夫が担当し、イメージイラストに留まっていた前2作と異なり、本作ではゲーム内でも原哲夫デザインのキャラクターが大きく使われている（オープニングデモでは原の名前がクレジット表示されている）。新キャラクターの4人のデザインも原により手掛けられた。前2作から登場しているオルテガは筋肉が増し、一回り大きい姿にリデザインされた。残りの3人のデザインも従来の『マッスルボマー』のキャラクターとは異なる個性となり、仕上がったイラストを見た開発チームのスタッフ全員が驚いたという。

### スタッフ
- キャラクターデザイン、イラストレーション：原哲夫
- プランナー：TOMY、ARI
- オブジェクト：IKUSAN Z（中山郁夫）、IMOMUSHI、KAKKUN（かくたゆかり）、YORIO（頼兼和男）、RIKAGON、TAKECHAN（竹本勝紀）、HIROHITO、KAMAMESI（藤岡要）、RUMIchan
- スクロール：ZIGGY（さかもとようこ）、MIYAO、TAKA（藤原崇）
- プログラム：K.NAKAI（中井一仁）、SHAVER、TAKE、RAOH（中川裕史）
- サウンド：T.Kajino（梶野俊夫）、SHUN（西垣俊）、OYAJI（阿部功）
- アシスト：B・G、BATAYON、HIDEO、TORA、Hin Hans、PONTA、Hiroaki.K
- スペシャルサンクス：MB&MBD ORIJINAL STAFF、PACHO TEAM、LOVELIES、SHINCHAN-MEN、Mr.SHIRA、ALL CAPCOM STAFF & TEAM USA SUPPORT、ALEX J.

## 関連商品
カプコン サウンド・シリーズ スーパーマッスルボマー / アーケード ゲームトラック
ソニーレコード、1994年10月21日発売。
本作のサウンドトラック。Qサウンド仕様によるオリジナルBGM、効果音、ボイスを収録。